# Mont d'Illi
Mont d'Illi er et af de fire departementer, som udgør regionen Mayo-Kebbi Est i Tchad.
9°54′55″N 15°08′12″Ø / 9.9153°N 15.1368°Ø